# Sistema de recomendación

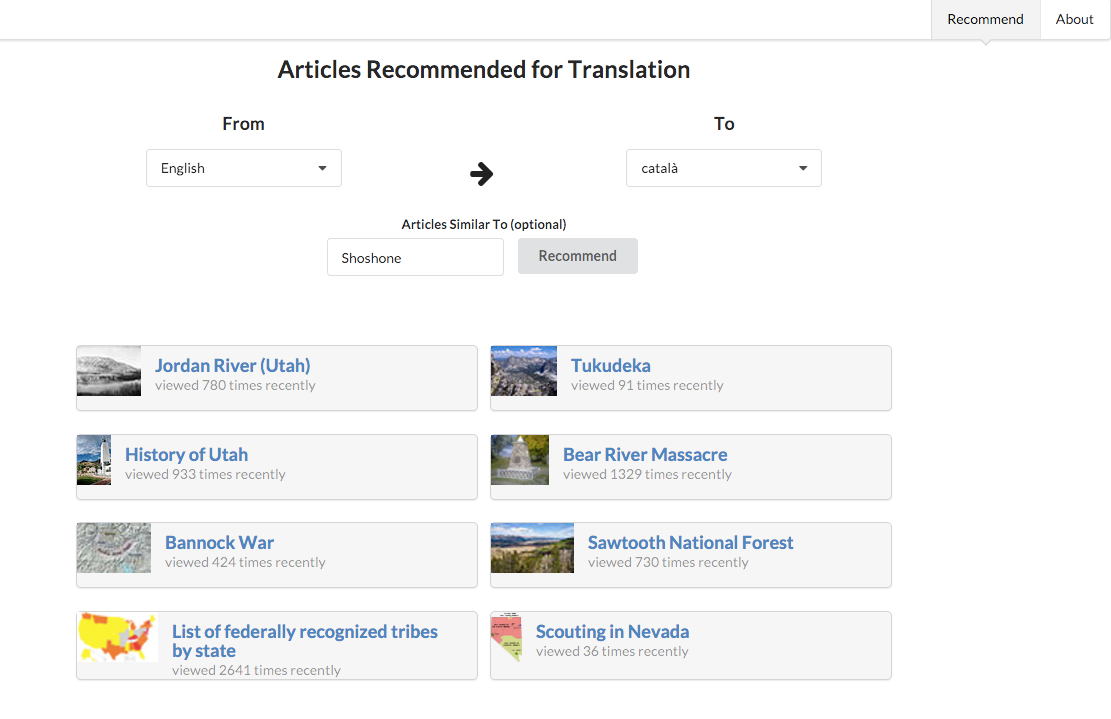
Captura de pantalla de la herramienta de recomendación de artículos diseñada por la Wikimedia Foundation Research y su equipo de Datos.

Los sistemas de recomendación forman parte de un sistema de filtrado de información, los cuales presentan distintos tipos de temas o ítems de información (películas, música, libros, noticias, imágenes, páginas web, regalos, etc.) que son del interés de un usuario en particular. Generalmente, un sistema recomendador compara el perfil del usuario con algunas características de referencia de los temas, y busca predecir el baremo o ponderación que el usuario le daría a un ítem que aún el sistema no ha considerado. Estas características pueden basarse en la relación o acercamiento del usuario con el tema o en el ambiente social del mismo usuario.

## Descripción
Cuando se crea un perfil del usuario, se crea utilizando dos formas o métodos en la recolección de características (implícitas o explícitas).
Algunos ejemplos de recolección de datos de forma explícitas son: 
- Solicitar al usuario que pondere sobre la base de una escala proporcionada, algún tema en particular.
- Solicitar al usuario que pondere un conjunto de temas de una lista de temas favoritos.
- Presentar al usuario dos temas, y solicitarle que seleccione uno de ellos.
- Solicitar al usuario que cree una lista de temas de su preferencia.

Algunos ejemplos de recolección de datos de forma implícitas son:
- Guardar un registro de los temas que el usuario ha visto en una tienda en línea.
- Analizar el número de visitas que recibe un artículo
- Guardar un registro de los artículos que el usuario ha seleccionado.
- Obtener un listado de los artículos que el usuario ha seleccionado o visto en su computadora.
- Analizar las redes sociales de las que el usuario forma parte y de esta manera conocer sus gustos y preferencias.

Los sistemas recomendadores comparan la colección de datos de un usuario con una otra colección similar y crean un listado de artículos y temas para recomendárselos al usuario. Una gran cantidad de ejemplos comerciales y no comerciales son listados en los sistemas de filtros colaborativos. Montaner provee el primer resumen de sistemas recomendadores, y lo relaciona con los agentes inteligentes, luego Adomavicius provee un segundo resumen de sistemas recomendadores, y Herlocker muestra una descripción de técnicas de evaluación para los sistemas recomendadores.
Recientemente, un sistema recomendador ha sido introducido para una fábrica de ladrillos y torques basado en inferencias estadísticas en oposición a las técnicas de filtros colaborativos del comercio electrónico. Los sistemas recomendadores son una alternativa eficiente para la búsqueda de algoritmos que ayudan a los usuarios a descubrir artículos que no pueden ser encontrados por sí mismos. Suficientemente interesante, estos sistemas son usualmente implementados usando procesos de búsqueda indexando datos no tradicionales.

## Algoritmos
Uno de los algoritmos más usado comúnmente en sistemas recomendadores es el Nearest Neighborhood. En una red social, un usuario particular usa un vecino con gustos e intereses similares que pueden ser encontrados calculándolos con la Pearson Correlation, colectando la data de preferencia de los primeros N-vecinos para un usuario en particular, (pesado por su similitud), la preferencia del usuario se puede predecir calculándola usando ciertas técnicas.